# Cerro Morado
Der Cerro Morado (spanisch violetter Berg) ist ein 5.000 m hoher Berg im argentinischen Departamento Iruya in der Nähe des Dorfes Colanzulí.
In der Nähe des Gipfels befinden sich zwei kleine Seen, an denen sich im Sommer Schmuckreiher aufhalten.
In den Monaten von April bis November ist es möglich, den Berg zu besteigen. Außerhalb dieser Zeit besteht, wegen häufig sehr schnell aufziehender Gewitter, Lebensgefahr aufgrund Blitzeinschlags.